# La Coudre
La Coudre is een plaats en voormalige gemeente in het Franse departement Deux-Sèvres. De plaats maakt deel uit van het arrondissement Bressuire.

## Geschiedenis
De gemeente maakte deel uit van het kanton Argenton-les-Vallées tot het op 22 maart werd opgeheven en de gemeente werd opgenomen in het aangrenzende kanton Mauléon. Op januari 2016 fuseerde La Coudre met de gemeenten Argenton-les-Vallées, Le Breuil-sous-Argenton, La Chapelle-Gaudin, Moutiers-sous-Argenton en Ulcot tot de commune nouvelle Argentonnay. Deze gemeente ging deel uitmaken van de op die dag gevormde regio Aquitaine-Limousin-Poitou-Charentes, die sinds 13 september Nouvelle-Aquitaine heet.

## Geografie
De oppervlakte van La Coudre bedraagt 8,3 km², de bevolkingsdichtheid is 22,8 inwoners per km².
De onderstaande kaart toont de ligging van La Coudre met de belangrijkste infrastructuur en aangrenzende gemeenten.

## Demografie
Onderstaande figuur toont het verloop van het inwonertal.
Argenton-les-Vallées · Le Breuil-sous-Argenton · La Chapelle-Gaudin · La Coudre · Moutiers-sous-Argenton · Ulcot